# El Mundo Es de los Dos
El Mundo Es de los Dos é o vigésimo primeiro álbum de estúdio e o sexto em espanhol da cantora e apresentadora brasileira Xuxa. Lançado em 1999 pela Universal Music e Mercury Records, o álbum destaca sua presença no mercado hispânico.

## Produção e gravação
Produzido por Francesc Pellicer e coproduzido por Elio de Palma e Richard Roman, El Mundo Es de los Dos foi gravado em 1998, pouco após Xuxa dar à luz sua filha, Sasha Meneghel. Para evitar longos períodos longe da filha, todos os vocais de Xuxa foram gravados no Rio de Janeiro, nos estúdios AR, enquanto as bases instrumentais foram feitas em Barcelona, nos estúdios Code. Para agilizar as gravações, foi utilizado o Auto-Tune, que corrigiu eventuais erros de afinação, permitindo que Xuxa não precisasse gravar repetidamente cada canção.
Seguindo a mesma linha de seu álbum anterior em espanhol, Dance (1996), El Mundo Es de los Dos explora temas de amor e relacionamentos sob uma perspectiva adolescente, com uma sonoridade influenciada pela música dance e pop. Este álbum se tornou o segundo e último trabalho da apresentadora direcionado ao público adolescente hispânico. Xuxa só retornaria a gravar um disco internacional seis anos depois, com Xuxa Solamente para Bajitos (2005), que é o único da série Xuxa Só para Baixinhos gravado em espanhol.

## Lançamento e promoção
O lançamento de El Mundo Es de los Dos foi programado para o primeiro trimestre de 1999 no México, seguido por lançamentos nos Estados Unidos e na Argentina. Para promover o álbum, a música "Bésame Poquito" foi enviada às rádios mexicanas, e depois "El Mundo Es de los Dos" para as rádios argentinas. Em maio de 1999, Xuxa, a convite da rede Televisa, se apresentou no Festival Acapulco Milenio, no México, onde cantou os singles do disco. Este álbum foi o último em espanhol da apresentadora a ser lançado em fita cassete.

## Recepção comercial
Em abril de 1999, El Mundo Es de los Dos recebeu o disco de platina na Argentina pela Cámara Argentina de Productores de Fonogramas y Videogramas (CAPIF) por vender 60 mil cópias no país.

## Lista de faixas
Lista de faixas e créditos adaptados do encarte do disco.
| Edição padrão  |                                  |                                             |         |  |
| N.º            | Título                           | Compositor(es)                              | Duração |  |
| 1.             | "Bésame Poquito"                 | Richard Roman Luis Gómez-Escolar            | 3:35    |  |
| 2.             | "Convéncete"                     | Richard Roman                               | 3:38    |  |
| 3.             | "Loca por Ti"                    | Richard Roman Andrés del Val Oscar de Palma | 3:53    |  |
| 4.             | "El Mundo Es de los Dos"         | Elio de Palma Andrés del Val Oscar de Palma | 3:36    |  |
| 5.             | "Déjame Bailar"                  | Richard Roman Oscar de Palma Andrés del Val | 3:28    |  |
| 6.             | "Dictador"                       | Richard Roman Luis Gómez-Escolar            | 4:11    |  |
| 7.             | "Mi Niña Bonita"                 | Richard Roman Oscar de Palma Andrés del Val | 3:23    |  |
| 8.             | "La Puerta del Corazón"          | Richard Roman Andrés del Val                | 4:06    |  |
| 9.             | "Libre"                          | Elio de Palma Oscar de Palma                | 3:51    |  |
| 10.            | "El Mundo Es de los Dos" (remix) | Elio de Palma Andrés del Val Oscar de Palma | 3:38    |  |
| Duração total: | Duração total:                   | Duração total:                              | 37:19   |  |

## Créditos
Créditos adaptados do encarte do disco.
- Xuxa – vocais principais
- Graciela Carballo – direção de vocais
- Francesc Pellicer – produção
- Elio de Palma – coprodução, arranjos (faixas 1–6, 8–10), programação (faixas 1–6, 8–10), engenharia de gravação, vocais de apoio
- Richard Roman – coprodução
- Marco Rasa – arranjos (faixa 7), programação (faixa 7)
- Marcelo Saboia – engenharia de gravação de voz
- Duda – assistência de gravação de voz
- Santi Maspons – engenharia de gravação, engenharia de mixagem
- Marc Martin – engenharia de gravação, engenharia de mixagem
- Jesus N. Gomez – masterização
- Susana Ribalta – vocais de apoio
- André Schiliró – fotografias
- Roberto Fernandes – maquiagem
- Willis Ribeiro – estilista de figurino
- Valerio do Carmo – design gráfico

## Certificações e vendas
| Região                                              | Certificação | Vendas  |
| --------------------------------------------------- | ------------ | ------- |
| Argentina (CAPIF)                                   | Platina      | 60,000* |
| *números de vendas baseados somente na certificação |              |         |

## Histórico de lançamento
| Região         | Data | Formato    | Gravadora               | Ref.         |
| -------------- | ---- | ---------- | ----------------------- | ------------ |
| México         | 1999 | CD cassete | Universal Music Mercury | [ 4 ] [ 10 ] |
| Estados Unidos | 1999 | CD cassete | Universal Music Mercury | [ 5 ] [ 11 ] |
| Argentina      | 1999 | CD cassete | Universal Music Mercury | [ 6 ] [ 12 ] |